# Èxtasi (emoció)
Per  èxtasi 

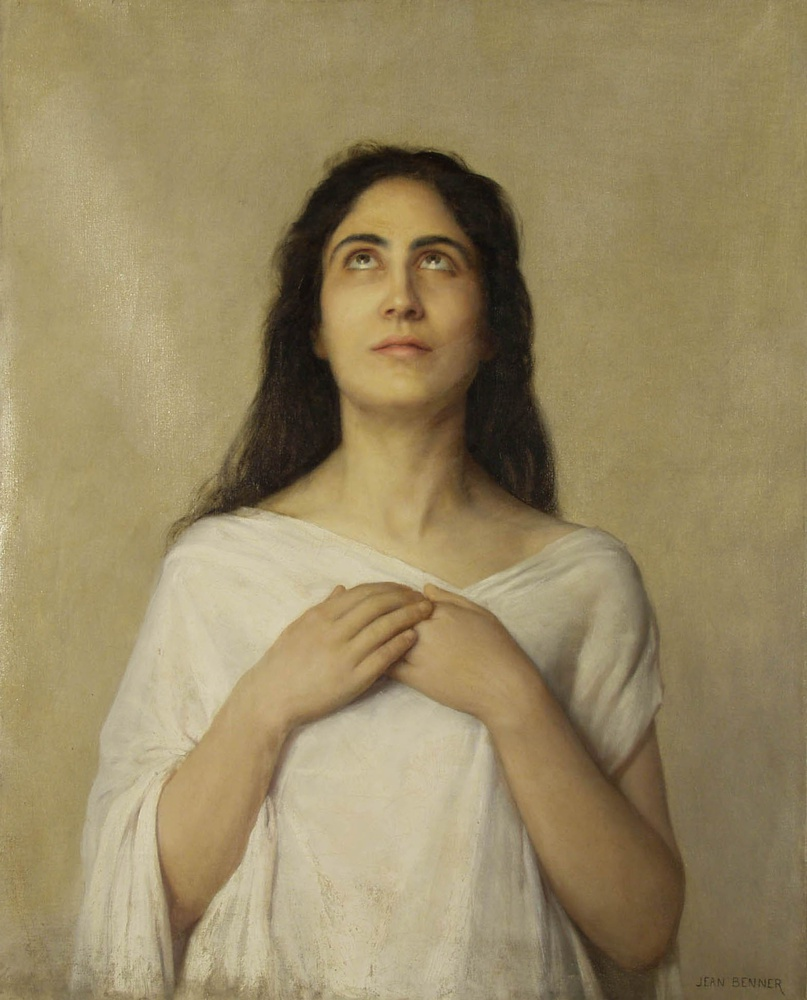
Jean Benner: Ecstasy.

(del grec έκ-στασις  ek-stasis , que vol dir 'fora d'un mateix' o 'fora de si') es pot entendre en general un estat de plenitud màxima, usualment associat a una lucidesa intensa que dura uns moments. Després de la seva fi, la tornada a la quotidianitat es pot veure fins i tot transformada per l'esdeveniment previ, podent-se sentir encara algun grau constant de satisfacció. És llavors una experiència d'unitat dels sentits, en què pensar, sentir, entendre i fins i tot fer estan harmònicament integrats.
L'estat d'èxtasi implica una desconnexió amb la realitat objectiva per connectar amb una realitat purament mental dirigida cap a si mateix. La persona que experimenta l'èxtasi sovint desconnecta seus sentits cap a l'exterior i els enfoca cap a l'interior.
En aquest sentit,  èxtasi  és sinònim de  mística .
Amb aquest significat tenen una relació més o menys directa les següents expressions:
- Un instant d'il·luminació mística o claredat espiritual d'una persona s'anomena  èxtasi . Habitualment és de tipus religiós, però pot també ser de tipus existencial o filosòfic.[3]

Amb el primer significat exposat té una relació indirecta el terme:
- Orgasme  (tant de dones com d'homes), que es considera de vegades com  èxtasi sexual .[4]
- MDMA és una substància psicoactiva anomenada comunament  èxtasi[5] o  M , la qual es consumeix amb fins recreatius i no farmacològics.